# Décès en mars 1995
Décès
- 1991
- 1992
- 1993
- 1994
- 1995
- 1996
- 1997
- 1998
- 1999

Pour une information complémentaire, voir la page d'aide.

| Date    | Nom                      | Activités                                                                                 | Âge | Source |  |
| ------- | ------------------------ | ----------------------------------------------------------------------------------------- | --- | ------ |  |
| 1 mars  | Jaro Hilbert             | peintre, dessinateur et sculpteur français                                                | 97  |        |  |
| 2 mars  | Willy Mucha              | peintre français d'origine polonaise                                                      | 89  |        |  |
| 6 mars  | Hans Kraus (en)          | Père de la médecine sportive aux États-Unis                                               | 90  |        |  |
| 7 mars  | Paul-Émile Victor        | explorateur polaire français                                                              | 87  |        |  |
| 10 mars | Wilhelm Heckmann         | musicien et accordéoniste allemand                                                        | 97  | (de)   |  |
| 11 mars | Alfred Goullet           | coureur cycliste australien naturalisé américain                                          | 103 |        |  |
| 12 mars | Vytautas Kasiulis        | peintre figuratif lituanien de l'École de Paris                                           | 76  |        |  |
| 16 mars | Albert Hackett           | scénariste, acteur et dramaturge américain                                                | 95  |        |  |
| 17 mars | Rick Aviles              | acteur et humoriste américain                                                             | 42  |        |  |
| 20 mars | Víctor Ugarte            | Footballeur international bolivien                                                        | 68  |        |  |
| 23 mars | Alfons Deloor            | coureur cycliste belge                                                                    | 84  |        |  |
| 24 mars | Denise Fayolle           | patineuse artistique, styliste, designer, directrice artistique et publicitaire française | 72  |        |  |
| 25 mars | Alice Lucas              | Poétesse et traductrice juive britannique.                                                | 83  |        |  |
| 26 mars | Frans Mahn               | coureur cycliste néerlandais                                                              | 61  |        |  |
| 26 mars | Eazy-E                   | Chanteur et producteur américain.                                                         | 31  | (en)   |  |
| 27 mars | Freddy Baker             | Acteur et danseur américain.                                                              | 75  | (en)   |  |
| 27 mars | Paul Brinegar            | Acteur américain.                                                                         | 77  | (en)   |  |
| 29 mars | Antony Hamilton          | Acteur britannico-américain.                                                              | 42  | (en)   |  |
| 31 mars | Selena Quintanilla Perez | chanteuse texane                                                                          | 23  |        |  |
| 31 mars | Roberto Juarroz          | poète argentin                                                                            | 69  |        |  |